# 141e méridien est
En géographie, le 141e méridien est est le méridien joignant les points de la surface de la Terre dont la longitude est égale à 141° est.

## Géographie

### Dimensions
Comme tous les autres méridiens, la longueur du 141e méridien correspond à une demi-circonférence terrestre, soit 20 003,932 km. Au niveau de l'équateur, il est distant du méridien de Greenwich de 15 696 km,.
Avec le 39e méridien ouest, il forme un grand cercle passant par les pôles géographiques terrestres.

## Régions traversées
En commençant par le pôle Nord et descendant vers le sud au pôle Sud, Le 141e méridien est passe par:
| Coordonnées           | Pays, territoire ou mer                         | Notes |
| --------------------- | ----------------------------------------------- | --- |
| 90° 00′ N, 141° 00′ E | Océan Arctique                                  | |
| 76° 01′ N, 141° 00′ E | Russie                                          | République de Sakha — Île Kotelny, Îles de Nouvelle-Sibérie |
| 74° 54′ N, 141° 00′ E | Mer de Sibérie orientale                        | Détroit de Sannikov |
| 74° 15′ N, 141° 00′ E | Russie                                          | République de Sakha — Petite Liakhov, Îles de Nouvelle-Sibérie |
| 73° 59′ N, 141° 00′ E | Mer de Sibérie orientale                        | Détroit de Sannikov |
| 73° 47′ N, 141° 00′ E | Russie                                          | République de Sakha — Grande Liakhov, Îles de Nouvelle-Sibérie |
| 73° 23′ N, 141° 00′ E | Mer de Sibérie orientale                        | Détroit de Laptev |
| 72° 52′ N, 141° 00′ E | Russie                                          | République de Sakha Kraï de Khabarovsk — à partir de 62° 29′ N, 141° 00′ E |
| 72° 42′ N, 141° 00′ E | Mer des Laptev                                  | |
| 72° 33′ N, 141° 00′ E | Russie                                          | Kraï de Khabarovsk |
| 58° 25′ N, 141° 00′ E | Mer d'Okhotsk                                   | |
| 53° 24′ N, 141° 00′ E | Russie                                          | Kraï de Khabarovsk |
| 51° 40′ N, 141° 00′ E | Détroit de Tatarie                              | Passe juste à l'ouest de l'île de Monero, Oblast de Sakhaline, Russie (à 46° 13′ N, 141° 11′ E) |
| 45° 26′ N, 141° 00′ E | Japon                                           | Préfecture de Hokkaidō — Rebun-tō |
| 45° 21′ N, 141° 00′ E | Mer du Japon                                    | |
| 43° 14′ N, 141° 00′ E | Japon                                           | Préfecture de Hokkaidō — Île d'Hokkaidō (passe par Otaru) |
| 42° 18′ N, 141° 00′ E | Océan Pacifique                                 | Baie Uchiura-wan |
| 41° 54′ N, 141° 00′ E | Japon                                           | Préfecture de Hokkaidō — Péninsule d'Oshima, Île d'Hokkaidō |
| 41° 43′ N, 141° 00′ E | Détroit de Tsugaru                              | |
| 41° 29′ N, 141° 00′ E | Japon                                           | Préfecture d'Aomori — Péninsule de Shimokita, île de Honshū |
| 41° 11′ N, 141° 00′ E | Baie de Mutsu                                   | |
| 40° 56′ N, 141° 00′ E | Japon                                           | île de Honshū — Préfecture d'Aomori — Préfecture d'Iwate — à partir de 40° 13′ N, 141° 00′ E — Préfecture de Miyagi — à partir de 38° 52′ N, 141° 00′ E |
| 38° 14′ N, 141° 00′ E | Océan Pacifique                                 | Baie de Sendai |
| 37° 46′ N, 141° 00′ E | Japon                                           | Préfecture de Fukushima, île de Honshū |
| 37° 06′ N, 141° 00′ E | Océan Pacifique                                 | Passe juste à l'est de l'île de Nishinoshima, Préfecture de Tokyo, Japon (à 27° 15′ N, 140° 54′ E) |
| 2° 36′ S, 141° 00′ E  | Frontière Indonésie / Papouasie-Nouvelle-Guinée | |
| 6° 19′ S, 141° 00′ E  | Papouasie-Nouvelle-Guinée                       | La frontière se déroute à l'ouest pour suivre le fleuve Fly |
| 6° 53′ S, 141° 00′ E  | Indonésie                                       | La frontière avec la Papouasie-Nouvelle-Guinée est parallèle au méridien, à 2 km vers l'est |
| 9° 07′ S, 141° 00′ E  | Mer d'Arafura                                   | |
| 11° 02′ S, 141° 00′ E | Golfe de Carpentarie                            | |
| 16° 57′ S, 141° 00′ E | Australie                                       | Queensland frontière Australie-Méridionale / Queensland — à partir de 26° 00′ S, 141° 00′ E frontière Australie-Méridionale / Nouvelle-Galles du Sud — à partir de 29° 00′ S, 141° 00′ E Victoria — à partir de 34° 01′ S, 141° 00′ E, la frontière avec l'Australie-Méridionale est parallèlement au méridien, à environ 3 km vers l'ouest |
| 38° 04′ S, 141° 00′ E | Océan indien                                    | Les autorités australiennes considèrent que cette zone fait partie de l'Océan Austral, |
| 60° 00′ S, 141° 00′ E | Océan Austral                                   | |
| 66° 46′ S, 141° 00′ E | Antarctique                                     | Terre Adélie, Territoire revendiqué par la France |